# 超导磁储能
超导磁储能是利用超导体的电阻为零特性制成的储存电能的装置，其不仅可以在超导体电感线圈内无损耗地储存电能，还可以通过电力电子换流器与外部系统快速交换有功和无功功率，用于提高电力系统稳定性、改善供电品质。